# Internationale Hegel-Gesellschaft
Die Internationale Hegel-Gesellschaft e. V. mit Sitz in Berlin ist die älteste Vereinigung, die sich der Hegelschen Philosophie widmet. 
Sie ging als „Deutsche Hegel-Gesellschaft“ 1953 aus dem seit 1946 bestehenden Hegelianum in Nürnberg hervor. 1958 gründete sie sich neu und gab sich ihren heutigen Namen. Die Gesellschaft hat die Zielsetzung, „das geistige Erbe Hegels zu pflegen, die Philosophie Hegels in ihrer geschichtlichen Entwicklung und in ihren vielfältigen Beziehungen zu vorhergehenden und nachfolgenden Theorien kritisch zu erforschen und darzustellen, die aktuelle Bedeutung Hegels und des Hegelschen Denkens herauszuarbeiten sowie insbesondere die mit dem Namen Hegels eng verknüpfte dialektische Methode in all ihren Erscheinungsformen und in ihrer Anwendung wissenschaftlich zu untersuchen und fortzubilden.“ (§ 1 der Satzung vom 17. Februar 1983). Sie veranstaltet alle zwei Jahre einen internationalen Hegel-Kongress und gibt das Hegel-Jahrbuch heraus, das seit 1961 erscheint und vom jeweils amtierenden Vorstand der Gesellschaft herausgegeben wird.
Persönlichkeiten der Internationalen Hegel-Gesellschaft waren und sind u. a. Wilhelm Raimund Beyer (Vorsitzender bis 1982, danach Ehrenvorsitz), Heinz Kimmerle, Rudolf W. Meyer und Wolfgang Lefèvre (Vorstände ab 1982) und Andreas Arndt (Vorstandsvorsitzender von 1992 bis 2016). Beim 31. Internationalen Hegel-Kongress 2016 ist Myriam Gerhard zur neuen Vorstandsvorsitzenden gewählt worden, Andreas Arndt zum Ehrenpräsidenten und Jure Zovko und Brady Bowman in den Vorstand. Nach eigenen Angaben hat die Gesellschaft weltweit etwa 300 Mitglieder.